# 641

## أحداث
- الفتح الإسلامي لمصر على يد عمرو بن العاص، ما مهد لانتشار الإسلام واللغة العربية في مصر.

وكان ذلك في 8/11/641 م

## مواليد
- أبان بن عثمان بن عفان تابعي مدني وأحد رواة الحديث النبوي
- الفرزدق شاعر من العصر الأموي من مواليد كاظمة
- مجاعة بن سعر التميمي

## وفيات
- قسطنطين الثالث
- هرقل